# جون روبي
جون روبي (بالإنجليزية: John Robbie)‏ هو لاعب اتحاد الرغبي جنوب أفريقي، ولد في 17 نوفمبر 1955 في دبلن في جمهورية أيرلندا.

## وصلات خارجية
- جون روبي عل موقع إسبنسكروم (الإنجليزية)